# Ethirothrips brevis
Ethirothrips brevis är en insektsart som först beskrevs av Bagnall 1921.  Ethirothrips brevis ingår i släktet Ethirothrips och familjen smaltripsar. Inga underarter finns listade i Catalogue of Life.